# Nutrexpa
Nutrexpa fou una empresa catalana del sector de l'alimentació, fundada el 1940 i que comercialitzava els seus productes a Espanya, Portugal, Xile i la Xina. Es va extingir el 2015, quan es va escindir en Adam Foods i Idilia Foods. Entre els seus productes més populars hi havia Cola Cao, Nocilla, la mel Granja San Francisco, la xocolata Paladín, els batuts Okey, el pastisset Phoskitos i els patés de La Piara.

## Història
L'any 1940, Josep Ignasi Ferrero Cabanach i Josep Maria Ventura Mallofré fundaren la societat anònima Nutrexpa al barri de Gràcia de Barcelona. Començà elaborant productes com pastilles de bouillabaisse a base de farines i peix fresc dessecat, Llevat Gloria, Flam Gloria, Crema Cacau i Mel de la Granja San Francisco.
El 1946 sortí al mercat Cola Cao, el producte estrella de l'empresa, i  el 1955 es llançà una campanya publicitària a la ràdio amb la Cançó del Cola Cao. L'aument de vendes del producte va fer que l'empresa passés de 17 treballadors el 1950 a més d'un centenar a finals de la dècada, i el 1957 s'inaugurà una nova factoria al carrer de Lepant. El 1962, la companyia inicià campanyes publicitàries a la televisió, i aviat començà una etapa d'expansió: el 1964 adquirí l'empresa competidora Phoscao, fabricant de cacau soluble, i el 1970 Galletas Plaja, a Riudarenes, introduint-se d'aquesta manera, al sector de la pastisseria i brioixeria.
El 1979, l'empresa construí una nova fàbrica a Parets del Vallès, on se situà el magatzem general de distribució per a tot Espanya. El 1980 creà una filial a Xile, dedicada a la fabricació del seu producte principal, el Cola Cao.. El 1985, adqurirí Dulces Unzue a Pamplona, introduïnt-se així a la confiteria. El 1986 adquirí Central Lechera Palentina (CELPA) a Palència. El 1988 comprà La Piara de Manlleu, fabricant de productes carnis. El 1989, inicià la producció de Cola Cao a la Xina, i el 1990, adquirí Jamones Aneto.
El 2002, Nutrexpa adquirí les marques Nocilla i Mesura al grup angloholandès Unilever. El 2003 s'inaugurà la nova fàbrica de La Piara a Manlleu.
El 2008 adquirí el negoci de galetes al grup Sos-Cuétara per 215 milions d'euros, i el 2012 va adquirir les galetes Artiach.
El 2014 tancà la seva planta a Palència, dedicada a la producció dels batuts Okey i el Cola Cao, mitjançant un ERO que afectà 67 treballadors, dels quals només set es van acollir a la recol·locació en una altra planta del grup.
El 2014 les famílies Ventura i Ferrero, que des del 1989 s'alternaven a la presidència en períodes de quatre anys, van decidir dividir Nutrexpa en dues empreses: una controlaria la branca de derivats del cacau (Okey, Cola Cao, Nocilla i Paladín) i l'altra les branques de galetes i altres derivats alimentaris (Cuétara, Artiach, La Piara, Granja San Francisco, Phoskitos, Aneto). Així, el gener del 2015 es van crear dues empreses: Idilia Foods (família Ferrero, que es quedà la secció de derivats del cacau) i Adam Foods (família Ventura, amb les marques de galetes i altres derivats alimentaris). En aquell moment, la plantilla conjunta era d'unes 1.900 persones.